# Unterscheiben
Unterscheiben (westallgäuerisch: t(s)' Schibə) ist ein Gemeindeteil des Markts Weiler-Simmerberg im  bayerisch-schwäbischen Landkreis Lindau (Bodensee).

## Geographie
Der im Rothachtal gelegene Weiler liegt circa 500 Meter südlich des Hauptorts Weiler im Allgäu und zählt zur Region Westallgäu.

## Ortsname
Für die Deutung des Ortsnamens gibt es verschiedene Theorien. Eine davon sieht darin eine Bezeichnung für eine Wendeplatte. Eine andere Theorie sieht einen Flurnamen Scheibe, der eine Weg- oder Flusskrümmung bezeichnet und somit der Ortsname (Siedlung an) der Flusskrümmung bedeuten würde.

## Geschichte
In Scheiben befand sich der Sitz der Herren von Weiler zu Scheiben. Scheiben wurde urkundlich erstmals im Jahr 1437 mit der Geburt Anna von Weiler als schiben erwähnt. Im Jahr 1783 wurde erstmals zwischen den Orten Unter- und Oberscheiben unterschieden. Der Ort gehörte einst der Herrschaft Altenburg und zuletzt der Gemeinde Simmerberg an.